# Planay (Savoie)
Planay település Franciaországban, Savoie megyében. Lakosainak száma 441 fő (2022. január 1.). Planay Bozel, Champagny-en-Vanoise, Pralognan-la-Vanoise és Courchevel községekkel határos.

## Népesség
A település népességének változása:
| Lakosok száma | 397  | 412  | 431  | 428  | 434  | 441  | 441  | 441  | 441  |
|               | 2013 | 2015 | 2016 | 2017 | 2018 | 2019 | 2020 | 2021 | 2022 |